# In the Nightside Eclipse
In the Nightside Eclipse – pierwszy album norweskiej grupy blackmetalowej Emperor, wydany w 1994. Płyta uważana jest za wyznacznik nurtu black metal. Powtórnie wydana w 1999 i 2004 przez Candlelight Records i w 2006 przez Back on Black Records. 
Album zawiera dedykację dla Øysteina "Euronymousa" Aarsetha. Okładka została wykonana przez Kristiana "Necrolorda" Wåhlina.

## Lista utworów
| Nr | Tytuł utworu                          | Długość |
| -- | ------------------------------------- | ------- |
| 1. | „Intro”                               | 0:52    |
| 2. | „Into the Infinity of Thoughts”       | 8:14    |
| 3. | „The Burning Shadows of Silence”      | 5:36    |
| 4. | „Cosmic Keys to My Creations & Times” | 6:06    |
| 5. | „Beyond the Great Vast Forest”        | 6:01    |
| 6. | „Towards the Pantheon”                | 5:57    |
| 7. | „The Majesty of the Nightsky”         | 4:54    |
| 8. | „I am the Black Wizards”              | 6:01    |
| 9. | „Inno a Satana”                       | 4:48    |
|    |                                       | 48:29   |

| Utwory dodatkowe | Utwory dodatkowe                    | Utwory dodatkowe |
| Nr               | Tytuł utworu                        | Długość          |
| ---------------- | ----------------------------------- | ---------------- |
| 1.               | „A Fine Day to Die” (cover Bathory) | 8:26             |
| 2.               | „Gypsy” (cover Mercyful Fate)       | 2:54             |
|                  |                                     | 11:20            |

## Twórcy
- Vegard "Ihsahn" Tveitan - śpiew, gitara, instrumenty klawiszowe
- Tomas "Samoth" Haugen - gitara
- Bård "Faust" Eithun - perkusja
- Terje Vik "Tchort" Shei - gitara basowa
- Christophe Szpajdel - logo